# Tyrissa multilinea
Tyrissa multilinea är en fjärilsart som beskrevs av Barnes och Mcdunnough 1913. Tyrissa multilinea ingår i släktet Tyrissa och familjen nattflyn. Inga underarter finns listade i Catalogue of Life.